# François Belanger
Pour les articles homonymes, voir Bélanger.
François Bélanger (Bellanger) est né vers 1612 en France - inhumé vers 1690-91 au Cap-Saint-Ignace, pionnier du Canada en  Nouvelle-France (aujourd'hui dans la province de Québec au Canada) parti dès 1634 de Mortagne, ancienne province du Perche (aujourd'hui Mortagne-au-Perche, département de l'Orne en région Normandie) , ancêtre des Bélanger du Nouveau Monde, titre qu'il partage avec un autre pionnier, Nicolas Bélanger dit Catherine, arrivé plus tard au Canada (première mention en 1655 à Beauport).

## Origines
Ce maçon est, par son mariage avec Marie Guyon, en 1637, le père de 12 enfants et le grand-père de 87 petits-enfants. Il avait 706 descendants en 1729. Par quatre de ses cinq fils, il est à la prime origine du patronyme "Bélanger" (graphie la plus fréquente, ou Belanger, Bellenger, ou encore Bellanger) au Québec, au Canada et en Amérique du Nord.
À l'appel de Robert Giffard, François Bélanger quitte la France au printemps 1634 avec le premier groupe de colons originaires de Mortagne  et de Tourouvre, paroisses de la province du Perche. Une interrogation subsiste sur sa paroisse natale. En le supposant âgé d’une vingtaine d’années le jour de son mariage, il est né dans les années mil six cent dix. Le seul acte de baptême retrouvé en cette période se trouve dans les registres de Séez, siège du diocèse où se situe Mortagne.
« Le septième jour d’octobre mil six cent douze fut baptisé François Bellenger, fils de François Bellenger et de Françoise Horlays et fut nommé par honorable homme François du Mesnil, sieur de St Terry »
Dans la liste des confirmés, le lundi 2 février 1660 à Château-Richer (aujourd'hui au Québec), François Bélanger est toutefois présenté comme venant de l’évêché de Lisieux. S'agit-il d'une erreur de transcription ? Il est également observé par les généalogistes que le patronyme «Bélanger» est présent au XVIIe siècle dans les registres d’actes de baptêmes, mariages et sépultures des paroisses proches de Bellême au Perche. Ce patronyme est aussi présent en Normandie (commune Le Pont-Bellanger dans le Calvados). Le caractère très aléatoire des documents disponibles pour la première partie du XVIIe siècle ne permettant pas de retrouver la paroisse de naissance de François Bélanger, il est admis que sa paroisse d’origine, au moment du départ en Nouvelle-France, est Mortagne.

## Itinéraire en Nouvelle-France
Arrivé célibataire en Nouvelle-France, François Bélanger exerce la profession de maçon sans doute lié au maître-maçon Jean Guyon. Le 12 juillet 1637, à Québec, François Bélanger, épouse à 25 ans, Marie Guyon, 13 ans, fille de ce dernier, née à Mortagne le 18 mars 1624. Le mariage est célébré par le Père Charles Lalemant. 12 enfants vont naître de cette union.
François Bellanger participe avec Jean Guyon à la construction du manoir seigneurial de Robert Giffard à Beauport. Il se fixe ensuite sur la Côte de Beaupré sur la paroisse de Château-Richer. En 1667, il possède 50 arpents de terre. En 1677, en qualité de capitaine des milices de la Côte de Beaupré, il reçoit un territoire qui devient la seigneurie de Bonsecours sur la paroisse de L’Islet (Québec).
François Bélanger est décédé entouré d’une nombreuse famille vers 1686 dans la seigneurie de L'Islet. Il fut probablement inhumé au cimetière du Cap-Saint-Ignace.

## Descendance
1. Charles, né le 19 août 1640 (Château-Richer), épouse Barbe Cloutier, mort le 14 décembre 1692 (9 enfants) ;
2. Marie-Madeleine, née le 15 février 1643 (Château-Richer), épouse Bernard Chesné, dit La Garenne (7 enfants), décédée en 1670 ;
3. Marguerite, née le 23 novembre 1645, épouse en premières noces Antoine Berson dit Châtillon (2 enfants), en secondes noces, Louis Levasseur (12 enfants), décédée en 1690 ;
4. Jean-François, né le 15 février 1648, épouse Marie Cloutier (10 enfants), décédé en 1682 ;
5. Françoise-Charlotte, née le 30 juin 1650, épouse en premières noces Jean Langlois (11 enfants), en secondes noces Th. Rousseau (1 enfant) ;
6. Mathurine, née le 11 juin 1652, épouse en premières noces Jean Maheur, en secondes noces Antoine Deserre (7 enfants), en troisièmes noces, François Grégoire (3 enfants), décédée en 1687 ;
7. Louis, né le 18 décembre 1654, épouse Marguerite Lefrançois (12 enfants), décédé en 1724 ;
8. Louise, née vers 1657, épouse Jean Cloutier (12 enfants), décédée en 1726 ;
9. Geneviève, née vers 1659, épouse Guillaume Ferté (3 enfants) ;
10. Guillaume, né le 31 mars 1661, décédé la même année ;
11. Jacques, né le 24 juillet 1662, épouse Élise Thibaut (4 enfants), décédé en 1699 ;
12. Anne, née le 26 juillet 1664, décédée en 1665.